# Iskverna
Koordinaten: 70° 34′ S, 11° 31′ O
Iskverna (norwegisch für Eisfräse) ist eine von Spalten durchzogene Senke im Schelfeisgürtel an der Prinzessin-Astrid-Küste des ostantarktischen Königin-Maud-Lands. Sie liegt rund 10 km nördlich der Schirmacher-Oase.
Wissenschaftler des Norwegischen Polarinstituts benannten sie 1973.